# Seguici Festiu de Reus

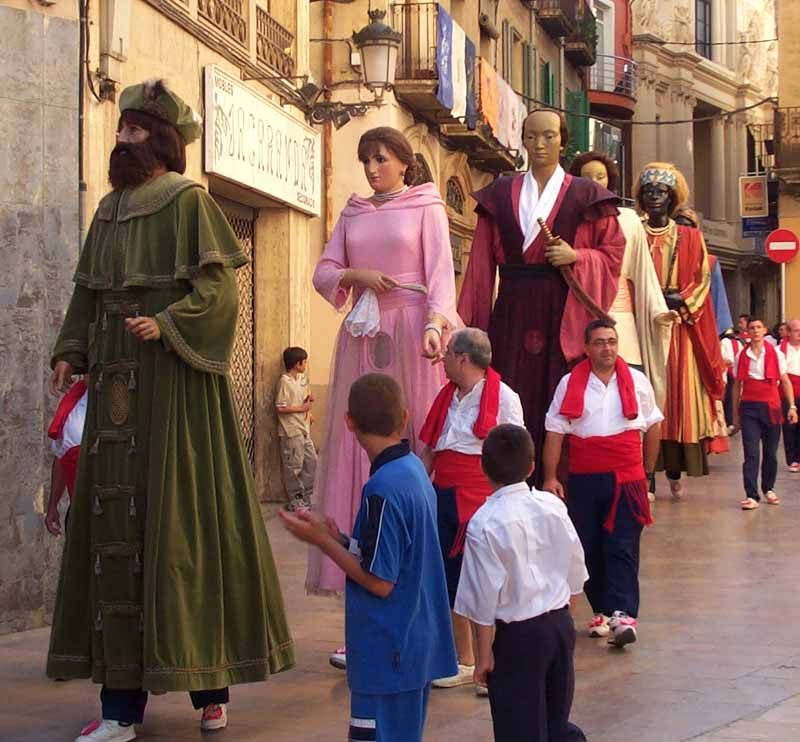
Els Gegants de Reus

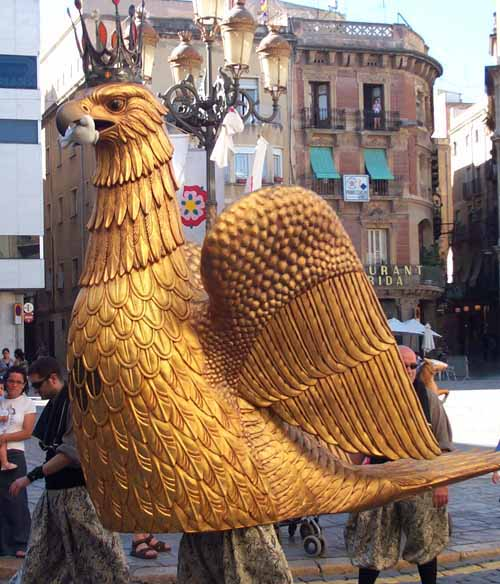
L'Àliga de Reus

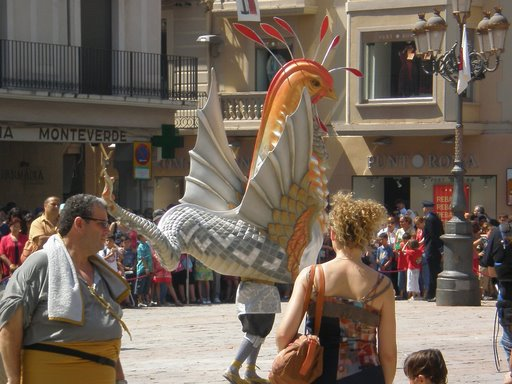
Basilisc de Reus

El Seguici Festiu de Reus el forma el conjunt d'elements festius que participen en les cercaviles i processons. Surt al carrer principalment el 28 de juny, la vigília i el 29 de juny, Sant Pere; durant la Festa Major de Reus, i també per la segona Festa Major, les Festes de Misericòrdia el 25 de setembre, que se celebren en record de la llegendària aparició de la Mare de Déu de Misericòrdia a una fadrineta
Les manifestacions festives tradicionals, a la Catalunya Nova, formen part del seguici, que seria el conjunt de persones que acompanyen algú per honorar-lo, i que va al davant de la corporació municipal quan va o torna dels oficis religiosos, o que encapçala la professó. L'actuació de figures i grups festius a la plaça individual o conjuntament són moments d'especial intensitat en el ritual de la festa. En els últims anys del segle xx, el Seguici ha esdevingut un dels protagonistes de la festa major reusenca.
El Seguici és un acompanyament però també un espai de participació en la festa. La presència d'entremesos i balls a la Festa Major és coneguda des de finals de l'edat mitjana, però no és fins a partir del 1600 que trobem documentació sobre la composició del Seguici Festiu reusenc. Els seguicis no eren només una desfilada de danses i elements festius que se situaven en ordre arbitrari sinó que eren una mostra de la societat reusenca, on cada estament social ocupava el lloc que li pertocava. Com diuen Palomar i Flores: "No es pot entendre el seguici modern sense pensar en una societat fortament estamental, en què tothom tenia un lloc dins del grup dels eclesiàstics, dels nobles o del poble. I, dins de les classes populars, cadascú es trobava enquadrat dins d'una de les confraries d'ofici, més endavant anomenades gremis".
Quan van desaparèixer els gremis al segon terç del segle xix, va quedar només la dimensió festiva, reduïda quasi exclusivament als elements del municipi: els gegants i la Mulassa i més tard els nanos, i també alguns elements protocol·laris, com els macers. La ciutat es quedà amb poc seguici, encara que en la celebració d'alguna solemnitat en honor de la Mare de Déu de Misericòrdia, la inauguració d'una obra pública, la bonança econòmica o algun esdeveniment polític, l'Ajuntament contractava colles o grups festius. Puntualment trobem diferents balls per Sant Pere durant la segona meitat del segle xix. Entre aquests destaquen els castellers, amb colles de Valls o el Vendrell, i els bastoners, amb colla local durant bona part del segle xx.
A partir de 1980 la recuperació de Seguici es comença pels elements que estaven documentats en època moderna, com els Balls de Gitanes, de Prims, de Cercolets, de Mossèn Joan de Vic, de Valencians, de Galeres, de Cavallets o l'Àliga. S'organitza la primera colla castellera a la ciutat. També es creen figures noves o balls sense una tradició prèvia a Reus però amb referents culturals ben coneguts a Catalunya: el Gegant Carrasclet, el Drac, la Víbria, el Lleó, la Moixiganga o el Basilisc.

## Elements del Seguici
El Seguici està compost pels elements festius de la ciutat. L'ordre del Seguici ve donat pel Protocol de les Festes Majors de Reus. Reus: l'Ajuntament, 2006, i és el que aquí reproduïm:
- El ball de diables de Reus
- El Ball de Pere Joan Barceló
- La Víbria de Reus
- El Drac de Reus
- El Basilisc de Reus
- El Lleó de Reus
- Els Nanos de Reus
- La Mulassa de Reus
- Els gegants de Reus
- El Gegant Carrasclet
- El Ball de Sederes
- El Ball de Pastorets de Reus
- El Ball de galeres de Reus
- El Ball de cavallets de Reus
- El Ball de Cercolets de Reus
- El Ball de prims
- El Ball de Valencians de Reus
- La Dansa de Mossèn Joan de Vic
- El Ball de gitanes de Reus
- Els Balls de bastons
- Els Xiquets de Reus
- L'Àliga de Reus

La ciutat compta també amb un Seguici infantil, recreat per infants i adolescents, del qual alguns elements són únics i no tenen rèplica al Seguici gran. N'hi ha de recuperats que havien actuat al Seguici gran en el passat, i n'hi ha de nova creació:
- La Cucafera de Reus
- El Ball de Marcos Vicente[4]

A banda del seguici també hi ha elements festius que actuen durant la Festa Major:
- El Canó de Reus
- El Bou de Reus
- La Cabra de Reus
- El ball de la Mare de Déu
- El ball de Dames i Vells de Reus
- El ball de Sant Miquel
- Els bous de foc[5]
- La vedella de foc[6]

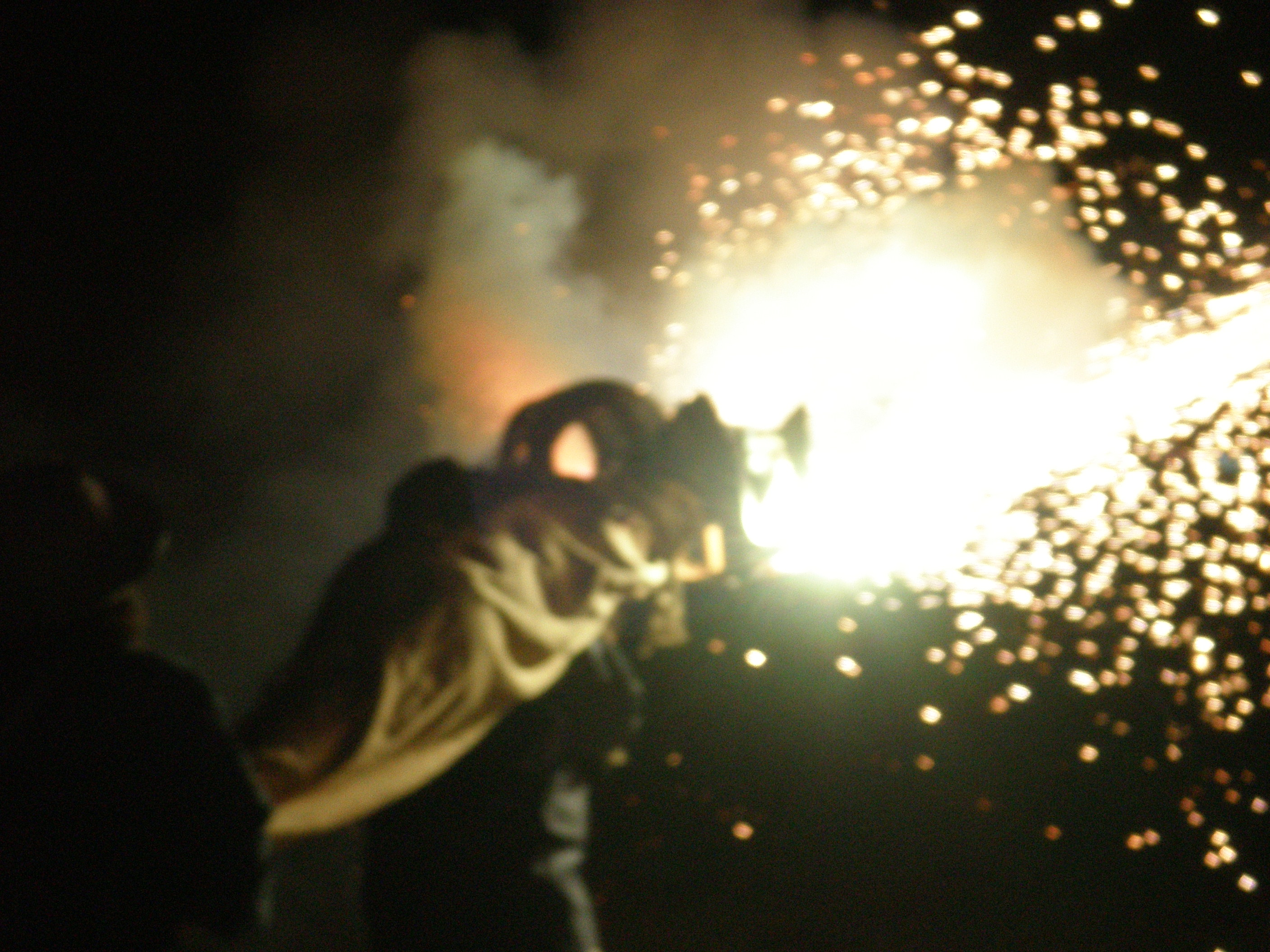
La cabra de Reus

També hi ha altres elements que havien actuat al Seguici, que s'han recuperat i actuen en altres festes de la ciutat:
- La Moixiganga de Reus
- El ball de la Rosaura

Altres elements del Seguici que havien actuat en algun moment o altre són:
- El ball de Serrallonga de Reus
- El ball de criades de Reus[8]
- El ball d'Espases[9]
- El ball dels Reis[10]
- El ball de moros i cristians
- El ball de Sebastiana del Castillo[11]
- El ball de Sant Aleix[12]
- El ball de Sant Antoni[13]
- El ball de Sant Joan[14]
- El ball dels Voluntaris d'Àfrica[15]

Alguns elements del Seguici Festiu tenen la seva contrapartida en la celebració de la Festa Major Petita, i formen el Seguici Festiu Petit. L'inici és del 1997, quan la Colla Gegantera va crear els gegantons Fadrins, i després la Mulassa petita, a causa de la gran quantitat de nens i nenes que participaven en les sortides de la colla. Ara, el dia 27 de juny comença la Festa Major Petita, amb tot d'elements festius que segueixen les pautes dels grans. Tenim avui, a banda dels gegants i la mulassa, el Ball de diables petit, els Balls de bastons petits, el Drac petit, el Ball de Valencians petit, el Ball de gitanes petit, els Nanos petits, el Ball de cercolets petit, el Ball de prims petit i el Ball de pastorets petit.

## Altres elements festius
Algunes entitats, colles de carnaval i associacions i grups veïnals han elaborat diversos elements, que participen sobretot per carnaval, a les festes de barri i a la diada de sant Jordi:
- Ball del Pere i la Lloba. Un element festiu de la «Colla Pessigolla», una colla de carnaval, que es va estrenar l'any 2023 a la plaça del Mercadal de Reus.[17]
- Drac de la Superació. Creat per l'associació «Supera't» de Reus, per incloure persones amb espectre autista.[18]
- Gegants Nous Pere el Gran i Cori (Misericòrdia) de l'Institut Pere Mata de Reus. Construïts amb aspecte modernista, es van crear el 2015 i el 2019 respectivament. Surten per les Festes de Misericòrdia i tenen una colla pròpia.[19]
- Geganta Arlet. Construïda per la «Colla dels Alegre» de Reus, va ser presentada l'any 2018. El 2022 va estrenar nova imatge. L'acompanya una somera i actua a les festes de barri.[20]
- La Somera de Reus, construïda també per la {Colla dels Alegre» es va presentar l'any 2023, que tindrà l'acompanyament musical d'una cobla de tres quartans, formada per un flabiol i tamborí, un sac de gemecs i una tarota. El creador de la música és Roger Jordan. Acompanyarà a la Geganta Arlet, de la mateixa colla.[21]
- Gegants Primet i Paquita. Presentats per la «Colla els Fènix» de Reus, són una representació burlesca del general Prim i de la seva esposa. Participa en trobades geganteres i en actes solidaris.[22]
- Geganta Giulietta. Fabricada per l'escultor Ramon Ferran, pertany a la «Colla Els Petits Gegants» de Reus. Representa a Giulietta, el popular personatge de Romeo i Giulietta, de Shakespeare. Es va presentar l'any 2.000.[23]
- Gegant Pau del Barri Horts de Miró. Representa un terratinent del segle XIX. Construït l'any 2015. Surt per les festes del barri.[24]
- Gegants Nous Esteve i Cinta. Són del Barri del Carrilet de Reus, i surten per les festes del barri i a trobades de gegants. Figuren dos pagesos adinerats.[25]
- Gegants Vells Pitu el Ganxet i Mercè la Ganxeta. Són els gegants antics del Barri del Carrilet, construïts l'any 1991. Representen un maquinista (del carrilet de Reus a Salou) i la seva dona. Participen en trobades geganteres.[26]